# 郡山市図書館
郡山市図書館（こおりやましとしょかん）は、福島県郡山市の設置する公共図書館。麓山一丁目5-25の中央図書館および希望ヶ丘図書館、安積図書館、富久山図書館の地域図書館、そして緑ヶ丘、富田、大槻、三穂田、逢瀬、片平、喜久田、日和田、湖南、熱海、田村、西田、中田にある分館からなる。
これらのほとんどの館はオンライン化されており、オンライン館同士では共通の利用カードを利用し、どの館でも貸出や返却が可能。

## 歴史

### 開館前史（-1944）

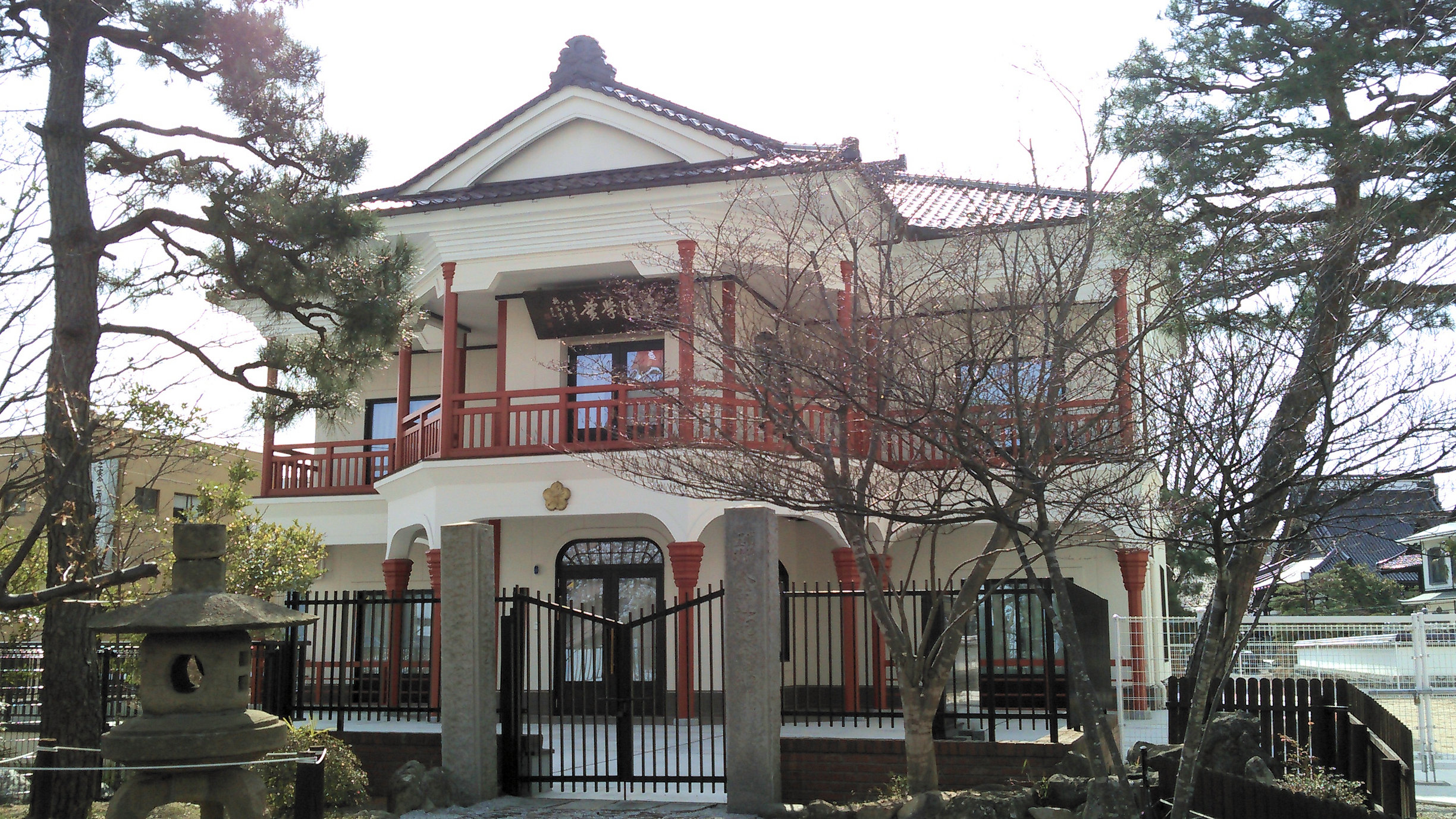
金透図書館の置かれた金透小学校（現・金透記念館）

安積郡郡山町では明治中期に金透小学校内に私立金透図書館が設置され、町の補助金を受けつつ金透同窓会が運営した。しかし経営難のため、大正から昭和にかけて有名無実となってしまった。同じく安積郡山野井村（後に郡山市となる）では1915年（大正4年）に村立日和田図書館が開館し、福島県内では福島・若松・喜多方・須賀川の各都市に利用実績の高い公立図書館が存在した。郡山町民の間でも公立の図書館を求める声が上がり、市制施行（1924年=大正13年）時に図書館の開設が予定されていた。しかし財政問題から図書館が設置されることなく昭和を迎え、1928年（昭和3年）に御大典記念事業として図書館設置に向けて基金の積み立てを開始した。ただし小学校長の月給が80円くらいだった当時に年間100円しか積み立てなかったので、なかなか溜まる見込みがなかった。それから9年が経過した1937年（昭和12年）になっても市立図書館は存在せず、図書館がないことを残念がる文章が同年発行の安積高等女学校（現・福島県立安積黎明高等学校）の校友会誌『花かつみ』に掲載されている。
郡山市が図書館を設置できないうちに、1939年（昭和14年）に郡山商工会議所の1室を借用した私立図書館「一銭図書館」が橘輝政によって設置された。一銭図書館はその名の通り、閲覧料1銭（学生料金、大人は3銭）を徴収して青少年らに約2,000冊の蔵書を利用させていた。橘は新聞業界の人物で、『郡山財界秘史』などの書物も著している。1940年（昭和15年）11月26日に商工会館の火災で焼失するも、東京の書店をめぐって1,500円で買えるだけ本を買い集め、跡地に仮館を建てて活動を再開した。
1941年（昭和16年）、郡山翼賛文化協会が発足し、その会長に就いた湯浅大太郎（寿泉堂病院の院長）は協会の最大の目標として3年以内に市立図書館を作ることを掲げた。協会には医師が多く参加し、一銭図書館を運営する橘輝政も教化部長として活動していた。さらに今泉貞雄は図書館設置のために2万円の寄付を行った。これに時の市長・大島破竹郎も呼応し、1943年（昭和18年）9月21日に郡山市役所庁舎（現・郡山合同庁舎）3・4階を館舎として利用し、図書館を設置する議案を提出、可決された。

### 郡山市図書館（1944-1991）

#### 市役所時代（1944-1947）

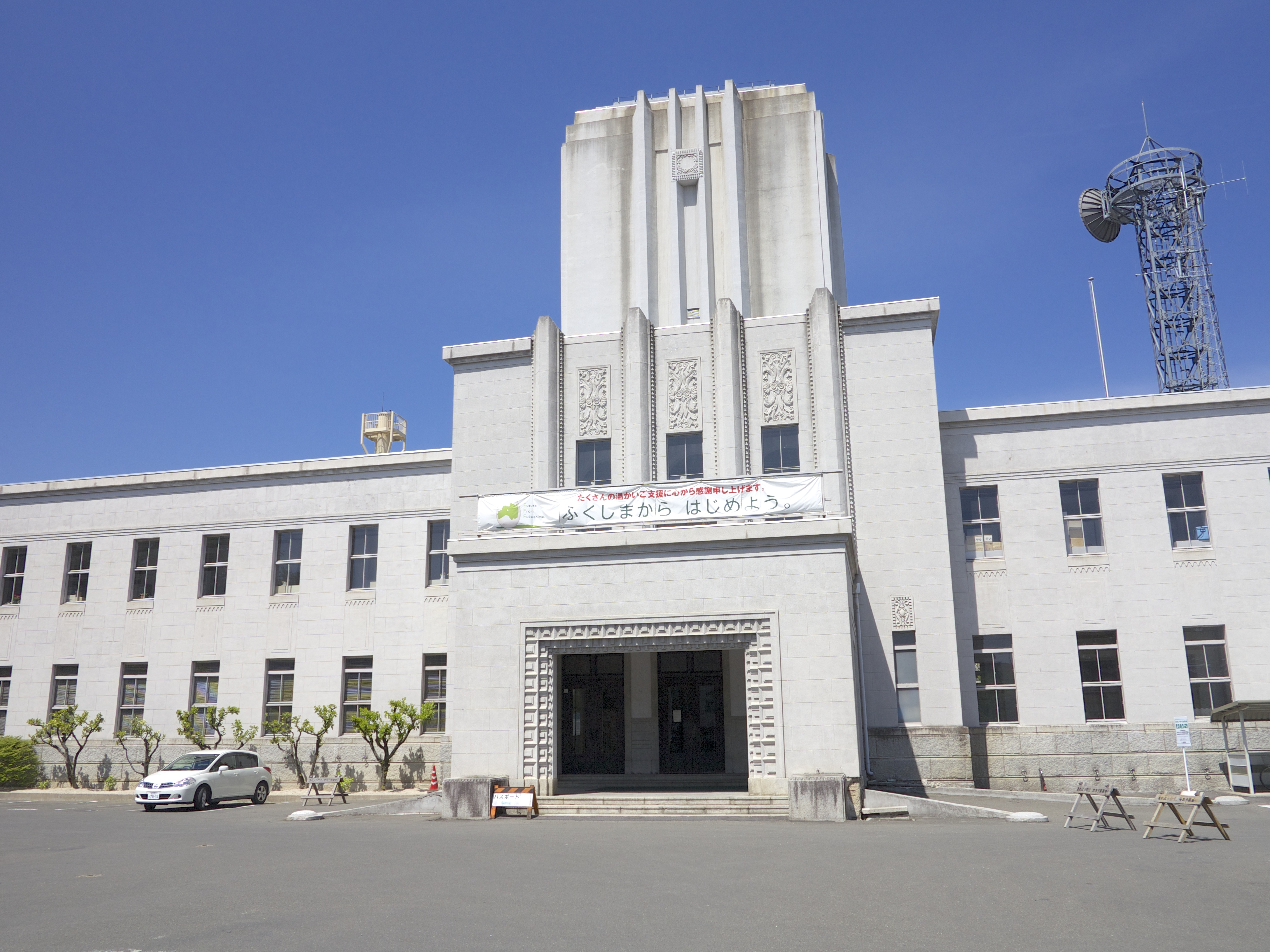
初代図書館の置かれた旧郡山市役所
図書館は最上階（入り口上部の塔屋）にあった。

1944年（昭和19年）2月17日、図書館令により福島県知事から図書館設置の許可が下り、4月1日に組織としての郡山市図書館が発足し、11月3日（明治節）に開館した。当時の職員は4人で、学習院図書館から転任した山崎義人が司書に就任した。11月3日は雨の中、午後1時に開館式を挙行し、式典後は宴会が開かれたが、戦時中であったため、配給の酒、リンゴ、スルメだけの質素な宴で午後3時半に終了した。蔵書数は約6,300冊で、うち約2,000冊は金透図書館から移管した未整理図書、残る約4,300冊は文化協会からの寄付で、同会は3,200円の寄付金も寄せている。戦中というだけに設備の充実などは望めなかったが、内務官僚の湯浅倉平（湯浅大太郎の叔父）や学者の石井研堂の蔵書を受け入れ、貴重な資料の散逸を防いだ点で価値があった。
当時は閲覧料を徴収しており、1回4冊まで3銭で、学生割引と軍人割引が存在した。有料かつ戦中という時世、さらに11月開館で残り2か月しかなかったにもかかわらず、1944年（昭和19年）の閲覧冊数は4,276冊、1日平均84冊に上った。年間利用者2,030人の内訳は学生、児童、公務員の順に多く、この3者で全体の9割近くを占め、男女比は5:1と圧倒的に男性利用者が多かった。1945年（昭和20年）前半期は山崎司書が出征し、貴重書の疎開が行われ、抑制的な運営となった。8月の終戦以降は戦中図書の廃棄などの混乱があったが、1946年（昭和21年）には文化団体の隆盛と図書館への協力、青年層の読書欲の向上があり、図書館活動の追い風となった。

#### 武徳殿時代（1947-1958）
1947年（昭和22年）、郡山市文化協会などは新時代に対応した図書館とするには独立館舎が必要であると訴え、陳情書を提出するなどの運動を展開した。公選初代市長の伊藤七司は就任してすぐに福島軍政部へ旧・郡山市武徳殿（接収物件）を図書館と利用したい旨を申し入れ、5月の社会教育研究大会でも図書館拡充の声が上がった。同年9月に旧・武徳殿の使用許可が出され、約4万円をかけて最小限の改修を行い、11月8日、旧・武徳殿へ移転、1948年（昭和23年）12月には福島県立図書館郡山分館の併設と閲覧料の無料化が行われた。移転先は郡山市清水台124番地で、建築面積は176坪（≒581.8 m2）であった。1950年（昭和25年）民間情報教育局（CIE）の福島駐在員であったゴーラム、ヘイワーズの2人は図書館の運営・改革に徹底した勧奨を行い、1951年（昭和26年）3月17日の福島県初の自由開架式採用は、ヘイワーズの意向が強く反映された。また、利用者の要望を受けて週2回の夜間開館を実施し、職員が9人に増員されるなど図書館活動が活発化した。夜間開館は20時までで、サラリーマンや職工の利用が多かった。
特に図書館活動に大きな影響を与えたのが小学校から高等学校までの児童・生徒の利用であり、週休二日制の導入に伴い、土日は児童・生徒で埋め尽くされるという状況になった。社会科新設による調べもの需要や貧弱な学校図書館の機能代行もその背景にある。図書館は1949年（昭和24年）5月に児童生徒室を設置して混雑対策を行ったが、児童・生徒の利用増に拍車をかけるだけであった。貸し出しの方では紙芝居の利用者が急増し、「図書館は本ばかりではない」ということが市民に浸透した。
民間では、郡山市開成にクローバー子供図書館が1952年（昭和27年）3月8日に開館した。この図書館は、郡山市図書館とともに子供の読書活動の拠点を成し、市民レベルでも市図書館・子供図書館の蔵書を活用した子供文庫が活動するなど、積極的に活動し、後の図書館拡充運動の原動力となる。
1957年（昭和32年）の利用状況は、来館者数・貸出者数ともに福島県で第1位であり、福島県立図書館（本館）の2倍にも達し、「文化都市郡山」を象徴するものとなった。当時、視聴覚教材として映写機1台、指人形15個、幻灯機3台、紙芝居用舞台3台、録音機1台、蓄音機1台、フィルム171本、紙芝居71巻、レコード193枚を保有していた。

#### 初代独立館（1958-1981）

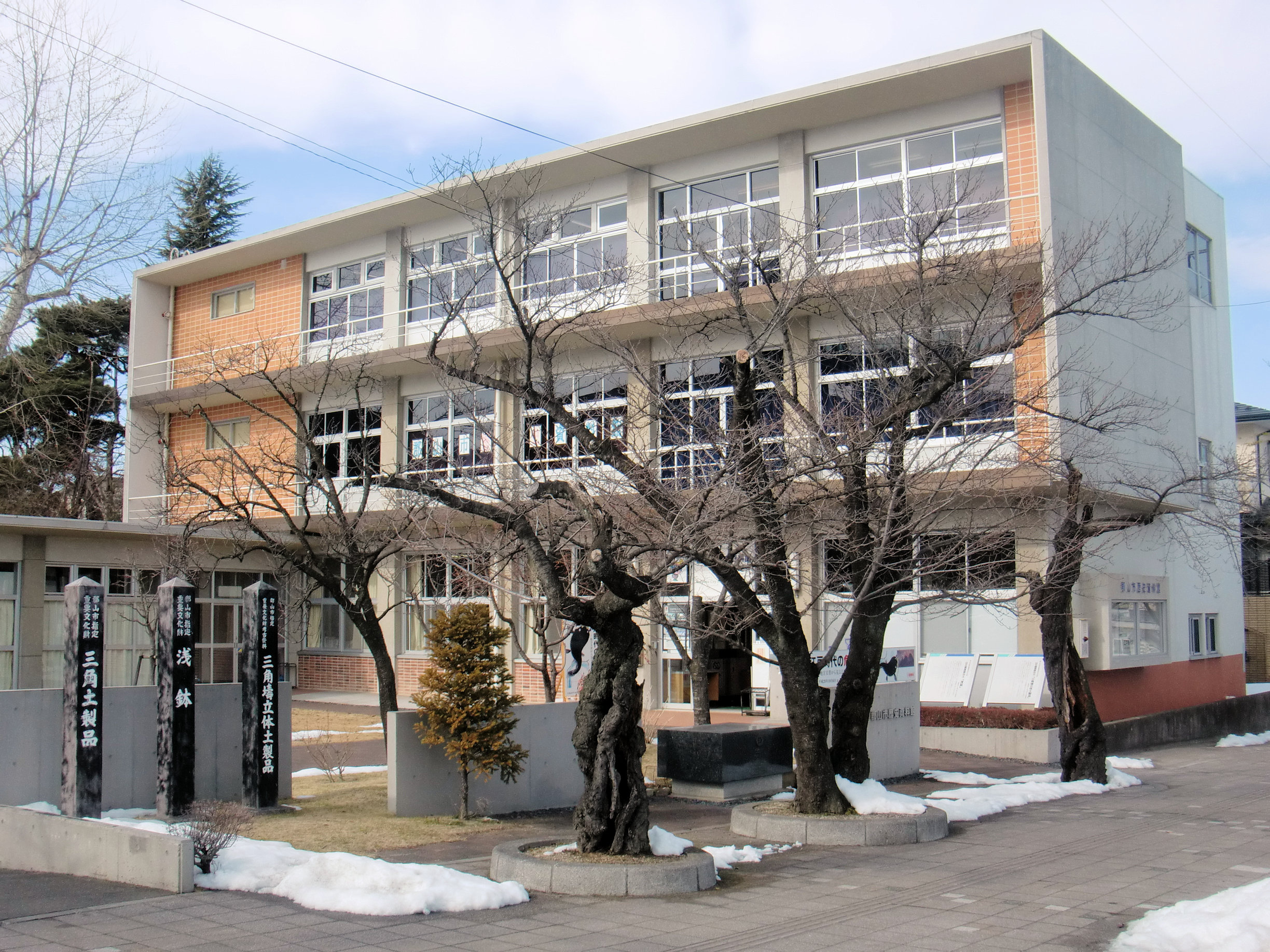
1958年から1981年まで郡山市図書館として利用された郡山市歴史資料館

1953年（昭和28年）頃より図書館の新築を目指してきたが、財政問題と郡山市民文化会館建設を控えていたことから計画は進まず、郡山市郡山公会堂を図書館に改造する案も持ち上がったが、公会堂はそのまま利用することとなった。その後、郡山市民文化会館は東北配電ビル取り壊しに伴う周辺の廃道敷地の売却益で建設資金のめどが立ち、図書館の方は図書館新築協力会から180万円の寄付を得たことで弾みが付いた。図書館新築協力会のメンバーは図書館創立時の郡山翼賛文化協会と同様に医師が多く、時の市長・丹治重盛が医師であったことが影響している。なおこの頃、福島県立図書館も新築移転を検討していたことから、福島県の中央に位置する郡山市へ県立図書館を誘致しようとする運動もあったが、これは実現せず、郡山市図書館への福島県立図書館郡山分館の併設という形で補助金300万円を福島県が拠出することになった。設計案は郡山市教育委員会が木造モルタル造を提案したが、鉄筋造にすべきと考えた丹治市長の英断で岡野設計に依頼された。依頼された岡野設計の岡野六郎は、横浜市図書館（現・横浜市中央図書館）を視察した上で、予算内に収まり、かつ周囲の景観に配慮した設計を行った。
こうして1500万円をかけて郡山公会堂付近の空き地、麓山公園内に、1958年（昭和33年）9月11日に新館を開館し、児童閲覧室を設置した。新館は鉄筋コンクリート構造3階建（一部平屋建）、延床面積884.36 m2で、市立図書館としては東北地方最高水準の施設が完成した。このため小中高生の利用にさらに拍車がかかり、図書館は自習場と化した。同年9月17日には新館落成記念行事として村田武雄を講師とするレコードコンサートを開催し、11月9日には三笠宮崇仁親王が視察のため来館した。
新館建設と前後して、1957年（昭和32年）より図書館の自主企画として毎年「史蹟めぐり」を開くようになった。史蹟めぐりは、篠川御所など郡山市内から始まり、中通り、会津、浜通りと福島県全域へ拡大していった。その成果は1977年（昭和52年）に『ふくしま散歩 県中・県南版』（NCID BA67824730）として1冊の本にまとめられ、不二出版から発刊された。また1957年（昭和32年）に閲覧室と書庫の間の柵を取り払い、禁帯出図書800冊を貸出可に変更した。
1962年（昭和37年）、教育委員会の所有する自動車を利用した団体貸出を開始した。1965年（昭和40年）5月と8月に郡山市域の拡大に伴い、合併した旧町村の公民館に分館を設置し、同年11月（読書週間）には移動図書館「あさかの号」を導入した。あさかの号の出現により、成人の図書利用が増加し、学生だけの図書館から市民の図書館へと成長した。蔵書数は1965年（昭和40年）の37,000冊から1974年（昭和49年）の124,000冊へ、貸出冊数も1965年（昭和40年）の47,000冊から1974年（昭和49年）の199,000冊へと急増した一方、職員数は15人から16人へと1人増えただけで、せっかくあさかの号が2台体制になっても人手不足で運用できないという事態に見舞われた。また、この間の1971年（昭和46年）に貸出方式をブラウン方式に変更し、1972年（昭和47年）10月にあさかの号の2台同時運行が実現し、1973年（昭和48年）9月に予約・リクエストサービスを開始した。
1979年（昭和54年）には、活動が低調になっていた分館を活性化すべく、安積分館と富久山分館に「あさかとしょかん」、「ふくやまとしょかん」の愛称を付け、市図書館からの配本の増加、週1回の市図書館職員の派遣、蔵書整理を行った。この結果、たった1日で前年の総貸出冊数を超えるという成果を上げ、1979年（昭和54年）度の貸出冊数はあさかとしょかんが17,000冊、ふくやまとしょかんが46,000冊となった。さらに同年度の郡山市図書館の貸出冊数は625,000冊（市民1人当たり2.2冊）と、仙台市図書館（501,000冊）を超えて東北地方第1位となり、北日本では札幌市図書館に次ぐものとなった。

#### 2代目独立館（1981-1991）
図書館の利用実績が高まるにつれ、需要が供給に追いつかなくなり、1976年（昭和51年）5月に市民らがクローバー子供図書館で「郡山市の図書館を考える集い」を開いて図書館拡充を訴え、同年7月には「郡山市民の図書館をそだてる会」が発足し、図書館充実策をまとめた陳情書を市議会に提出した。陳情書に添えられた署名は19,193人に達し、郡山市発足以来最多となった。折しも1977年（昭和52年）に図書館政策推進派の高橋堯が市長に就任し、職員の増員、図書費の上乗せ、文庫連絡会への補助金拠出など矢継ぎ早に政策を打っていった。1978年（昭和53年）8月28日には第1回図書館建設懇話会を開き、市民の声を取り入れながら新館建設計画が進められ、1980年（昭和55年）2月6日に着工した。
1981年（昭和56年）3月には、児童文化会館跡地（初代独立館の東向かい）に新しい郡山市図書館が落成し、7月1日から開館した。この新館も市立図書館としては東北一と讃えられ、1982年福島県建築文化賞 奨励賞を受賞。なお、旧郡山市図書館の建物は郡山市歴史資料館に転用され、開館当時は郡山市図書館の附属施設という扱いであった。1984年（昭和59年）3月31日、併設の福島県立図書館郡山分館を廃止する。
1987年（昭和62年）度の貸出冊数は99.8万冊に達した。

### 郡山市中央図書館（1991-）
1991年（平成3年）4月、条例改正に伴い、郡山市図書館の本館を郡山市中央図書館と改称し、組織としての希望ヶ丘図書館を設置、6月1日に郡山市初の地域館として希望ヶ丘図書館が開館した。1992年（平成4年）7月1日には安積図書館を、1993年（平成5年）6月25日には富久山図書館を開館した。1995年（平成7年）4月にコンピュータを導入し、中央図書館、3つの地域館、移動図書館2台をオンラインで結び、共通利用カードを導入した。1996年（平成8年）5月には田村分館をオンライン化し、他の分館でもオンライン化が進められた。
2011年（平成23年）3月11日、東北地方太平洋沖地震が発生し、郡山市図書館各館は臨時休館に入った。5月1日に地域館と分館が再開、2012年（平成24年）3月10日に中央図書館も再開した。当日は再開記念に郡山市出身のシンガーソングライター・小野一樹によるギターの弾き語りライブが開かれた。2016年（平成28年）4月、船山隆が名誉館長に就任した。同年8月より中央図書館は耐震工事のために休館し、2017年（平成29年）8月1日に再開した。その間、ビッグアイ6階に臨時図書館が開設された。2021年（令和3年）2月の福島県沖地震により、中央図書館は正面玄関付近の柱が根元から損傷するなどの大きな被害を受け、同年10月から復旧工事に着手し、2022年（令和4年）4月8日の再開を予定していた。ところが、2022年（令和4年）3月16日に再び福島県沖地震に見舞われ、書架の転倒や図書の落下に加え、踊り場の損傷などの被害を受けた。被災当初は、復旧工事を急いで予定通り4月8日に再開したいと発表していたが、追加修繕が生じ、全面再開は同年6月1日となった。2023年（令和5年）8月、中央図書館を含む市内12施設についてネーミングライツの募集を開始した。うち6施設はネーミングライツ・スポンサーが決定したが、中央図書館は決定しなかった。

## 中央図書館

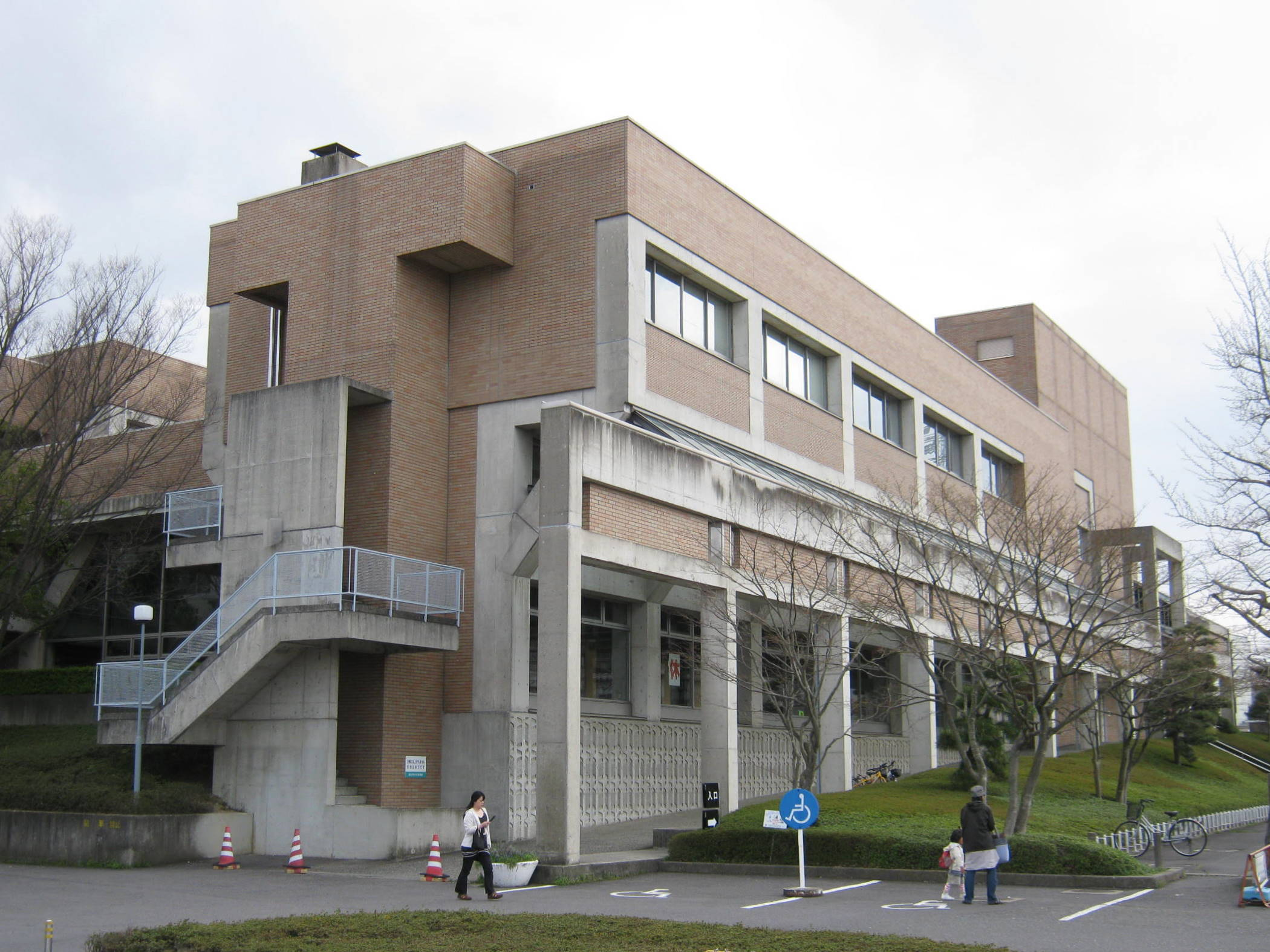
中央図書館

郡山市図書館として1944年（昭和19年）4月1日に設置され、11月3日に開館した。現行館は1981年（昭和56年）3月20日に竣工した鉄筋コンクリート構造地上3階地下1階建ての建物で、敷地面積は4,652 m2、建築面積は2,293 m2、延床面積は5,888 m2である。図書館だけでなく、250席の視聴覚ホール（視聴覚センター）や会議室も併設されている。麓山公園に隣接。
館内
| 階  | 主な設備                                                                                              |
| 3階 | 視聴覚ホール、研修室、資料室、和室                                                                    |
| 2階 | 参考図書、郷土資料、新聞コーナー、学習コーナー、事務室、会議室                                        |
| 1階 | こども図書館、一般開架（専門書、趣味・実用、小説）、CD・DVDコーナー、東日本大震災コーナー、カウンター |

### 利用案内
- 開館時間
  - 5月-11月：9時30分から19時まで（土・日・祝は17時まで）
  - 12月-翌年4月：9時30分から18時まで（日・祝は17時まで）
- 休館日：月曜日（休日の場合は次の平日）、月末（月曜日の時はその翌日）、年末年始（12月28日-1月4日）

### アクセス
- バス
  - 郡山駅前11番バス乗り場から「コスモス循環池の台回り」他、池の台経由各方面行きバスで「郡山図書館」下車。または麓山経由各方面行きバスで「裁判所前」下車徒歩4分。
- 自動車
  - 昭和通り堂前町交差点から文化通りに入って右側、図書館の建物を過ぎたあたりに駐車場入口あり。付近には文化施設や公園など10施設が集まっており、駐車場不足に陥っていたが、2023年2月1日に麓山地区立体駐車場が供用開始した[66]。

### 特色
1990年（平成2年）頃から地域のニュース（郡山市と福島県）を新聞から切り抜いたスクラップブックを作成しており、政治、経済、文化など約50種のテーマ別に分類している。2010年（平成22年）現在で開架書架にあるだけで約360冊、書庫のものを含めると約4,300冊に及んだ。毎朝、郷土資料を担当する職員が新聞6紙を読み、地域に関する話題を切り抜いてファイリングする作業を行っている。膨大なスクラップブックは、「過去の選挙結果を知りたい」などの地元に関するレファレンスに役立っているという。
書架には約130個のQRコードが貼られており、これを専用端末で読み取り、高い位置の図書や大型本を職員が取り出す「アンサーユー」というサービスを2018年（平成30年）に開始した。車椅子利用者や身体が不自由な人が対象で、利用者が書架の位置を確認して職員を呼び出しに行く手間を解消した。

## 地域館
希望ヶ丘図書館、安積図書館、富久山図書館の3館から成る。3館ともオンライン対応。安積図書館、富久山図書館は市役所支所（行政センター）に併設。下表の統計は2018年（平成30年）3月31日現在。
| 図書館名       | 所在                         | 開館          | 蔵書数（冊） | 延床面積（m2） | 画像 |
| -------------- | ---------------------------- | ------------- | ------------ | -------------- | ---- |
| 希望ヶ丘図書館 | 希望ヶ丘1番5号               | 1991年6月1日  | 78,132       | 622            |      |
| 安積図書館     | 安積一丁目38番地             | 1992年7月1日  | 91,453       | 864            |      |
| 富久山図書館   | 富久山町福原字泉崎181番地の1 | 1993年6月26日 | 87,098       | 834            |      |

### 共通事項
- 開館時間：9:30から18:00まで（休日は17:00まで）
- 休館日：金曜日、祝日、年末年始（12月28日-1月4日）、3月31日

## 分館
すべて中央図書館の分館であり、公民館またはふれあいセンターに併設している。最も多かった1975年（昭和50年）には15の分館があった。下表の統計は2018年（平成30年）3月31日現在。
| 図書館名   | 所在                        | 設置施設                 | 開館年 | 蔵書数（冊） | 延床面積（m2） | オンライン |
| ---------- | --------------------------- | ------------------------ | ------ | ------------ | -------------- | ---------- |
| 緑ケ丘分館 | 緑ケ丘東三丁目1番地の21     | 緑ケ丘ふれあいセンター   | 1998   | 14,891       | 103.4          | ○          |
| 富田分館   | 町東三丁目84番地            | 富田公民館               |        | 3,209        |                | ×          |
| 大槻分館   | 大槻町字中前田56番地の1     | 大槻ふれあいセンター     | 2009   | 17,012       | 80             | ○          |
| 三穂田分館 | 三穂田町八幡字東屋敷6番地   | 三穂田公民館             | 2005   | 1,036        | 95             | ○          |
| 逢瀬分館   | 逢瀬町多田野字南原3番地     | 逢瀬コミュニティセンター |        | 1,883        |                | ×          |
| 片平分館   | 片平町字町南7番地の2        | 片平ふれあいセンター     |        | 5,063        |                | ×          |
| 喜久田分館 | 喜久田町堀之内字下河原1番地 | 喜久田ふれあいセンター   | 1998   | 2,312        | 71             | ○          |
| 日和田分館 | 日和田町字小堰23番地の4     | 日和田公民館             | 1999   | 13,848       | 79             | ○          |
| 湖南分館   | 湖南町福良字家老9390番地の4 | 湖南公民館               |        | 5,442        |                | ×          |
| 熱海分館   | 熱海町熱海二丁目15番地の1   | ほっとあたみ             | 2018   | 6,897        | 102            | ○          |
| 田村分館   | 田村町岩作字穂多礼40番地の3 | 田村公民館               | 1996   | 20,834       | 135            | ○          |
| 西田分館   | 西田町三町目字桜内259番地   | 西田ふれあいセンター     | 2007   | 11,090       | 96             | ○          |
| 中田分館   | 中田町下枝字大平358番地     | 中田ふれあいセンター     | 2006   | 10,333       | 80             | ○          |

### 共通事項
- 開館時間：9時30分から17時まで
- 休館日：月曜日、第三日曜日、祝日、年末年始（12月28日-1月4日）、3月31日

## 共通利用案内
- 貸出制限：郡山市に居住・通勤・通学する者または、こおりやま広域連携中枢都市圏（須賀川市、二本松市、田村市、本宮市、安達郡大玉村、岩瀬郡鏡石町・天栄村、耶麻郡磐梯町・猪苗代町、石川郡石川町・玉川村・平田村・浅川町・古殿町、田村郡三春町・小野町）に居住する者。
  - 2019年（令和元年）10月にこおりやま広域連携中枢都市圏内の図書館相互利用が開始される[73]まで、納税者である市民へのサービスを第一と考える方針から、郡山市への通勤・通学者ではない他市町村に居住する住民への貸し出しは行っておらず、郡山市内の勤務先を退職した人が貸し出しを断られたということもあった[74]。
- 貸出可能冊数：図書・雑誌=5冊、CD・ビデオ・DVD=2点
- 貸出可能期間：15日間
- 返却場所：図書館カウンター、ブックポスト
  - オンライン化されたいずれの館でも返却できる。
- 予約、レファレンスサービス、複写、本の宅配、団体貸出、ナクソスミュージックライブラリー、国立国会図書館デジタル化資料送信サービス（中央図書館のみ）、電子書籍が利用可能。ただし、こおりやま広域連携中枢都市圏居住者は一部利用できないサービスがある。